# Kamera wideo

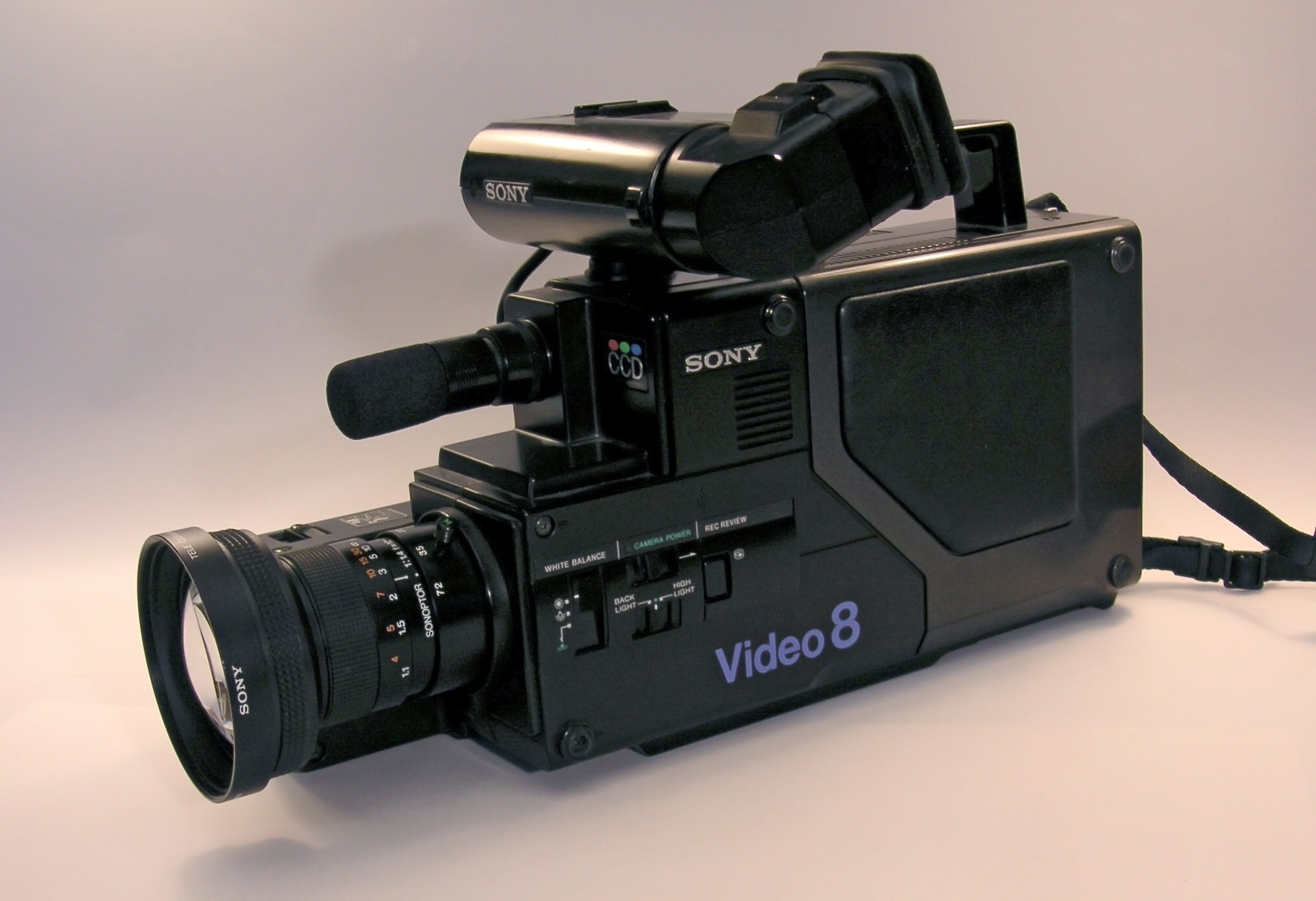
Kamera wideo standardu Video8 firmy Sony z 1985

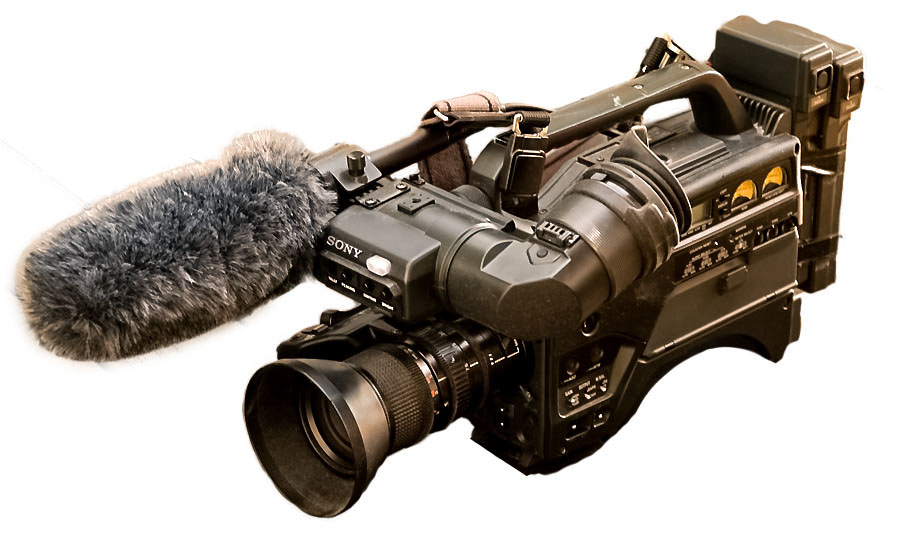
Kamera wideo (kamkorder) standardu Hi8 firmy Sony

Kamera wideo, kamwid – urządzenie elektroniczne, służące do nagrywania (rejestrowania) obrazu na taśmie wideo (analogowy nośnik danych, na przykład VHS, w przeciwieństwie do kamer cyfrowych, zapisujących cyfrowe dane) poprzez zamianę sygnałów optycznych na sygnały elektryczne.
Gdy promienie świetlne wpadają do kamery, obiektyw skupia je tak, by tworzyły ostry obraz na światłoczułej płycie (tarczy). Normalnie tarcza naładowana jest do 30 V, ale kiedy pada na nią światło, napięcie spada. Tarcza ta znajduje się wewnątrz lampy analizującej, która wytwarza wiązki elektronów, a elektrony przebiegają powierzchnię tarczy i ładują ją z powrotem. Prąd, który jest potrzebny do ponownego naładowania, tworzy sygnał elektryczny. Drugim sposobem otrzymywania sygnału elektrycznego jest zastosowanie przetwornika CCD albo CMOS, identycznego jak w kamerze cyfrowej, z tą tylko różnicą, że sygnał z tego przetwornika nie przechodzi przez procesor sygnałowy DSP.
Kamera zapisuje obraz na taśmie magnetycznej (wideo) w podobny sposób, jak robią to magnetowidy. Kamera rejestruje obraz na kasecie wideo.
Kamera wideo zintegrowana z magnetowidem to kamkorder.